# Tillières-sur-Avre
Tillières-sur-Avre är en kommun i departementet Eure i regionen Normandie i norra Frankrike. Kommunen ligger i kantonen Verneuil-sur-Avre som tillhör arrondissementet Évreux. År 2022 hade Tillières-sur-Avre 1 037 invånare.

## Befolkningsutveckling
Antalet invånare i kommunen Tillières-sur-Avre
Referens:INSEE